# HNK Šibenik
El HNK Šibenik és un club croat de futbol de la ciutat de Šibenik.
El Sibenik va ser fundat el 1932. Juga els seus partits a l'estadi Šubićevac, amb capacitat per a 8.000 espectadors.